# Victor Santos
Victor Santos, né le 27 juin 1997 à São Paulo, est un fondeur brésilien.

## Biographie
Il est originaire du bidonville São Remo à São Paulo et pratique à l'origine le football. Mais à quinze ans, il abandonne son éducation et doit travailler (laveur de voiture) pour sa famille en tant qu'aîné de sa fratrie, jusqu'à ce qu'il bénéficie d'un programme de skis à rollers Ski na Rua lancé par Leandro Ribela. En plus de retrouver le chemin de lycée, il est détecté par sa fédération, qui voit en Santos un espoir olympique. Il reçoit une bourse appelée Bolsa Atleta et cela lui permet de se concentrer sur le sport.
Il dispute ses premières compétitions officielles gérées par la FIS en 2015, puis gagne ses premières courses en Amérique du Sud quelques mois plus tard.
Durant l'hiver 2016-2017, il dispute de multiples courses à travers l'Europe et est sélectionné pour les Championnats du monde junior à Soldier Hollow et les Championnats du monde élite à Lahti, où il occupe la 133e place au sprint.
Il obtient sa qualification pour les Jeux olympiques d'hiver de 2018 à Pyeongchang, où il est 106e du quinze kilomètres libre.
En 2019, ses moments phare sont ses participations aux Championnats du monde à Seefeld (110e du sprint) et à l'Ushaia Loppet, course part du calendrier Worldloppet de longue distance qu'il achève au deuxième rang.
En 2020, il devient le premier fondeur de son pays à réaliser une performance lui valant moins de 100 points FIS.
Après une troisième sélection en championnat du monde en 2021 à Oberstdorf, il decouvre la Coupe du monde à Engadine.